# Distrito electoral de Thurman (condado de Rock, Nebraska)
Thurman (en inglés: Thurman Precinct) es un distrito electoral ubicado en el condado de Rock en el estado estadounidense de Nebraska. En el Censo de 2010 tenía una población de 40 habitantes y una densidad poblacional de 0,21 personas por km².

## Geografía
Thurman se encuentra ubicado en las coordenadas 42°25′52″N 99°29′43″O / 42.43111, -99.49528. Según la Oficina del Censo de los Estados Unidos, Thurman tiene una superficie total de 187.32 km², de la cual 187.03 km² corresponden a tierra firme y (0.16%) 0.29 km² es agua.

## Demografía
Según el censo de 2010, había 40 personas residiendo en Thurman. La densidad de población era de 0,21 hab./km². De los 40 habitantes, Thurman estaba compuesto por el 97.5% blancos, el 0% eran afroamericanos, el 0% eran amerindios, el 0% eran asiáticos, el 0% eran isleños del Pacífico, el 0% eran de otras razas y el 2.5% pertenecían a dos o más razas. Del total de la población el 2.5% eran hispanos o latinos de cualquier raza.